# Linia kolejowa nr 927
Linia kolejowa nr 927 – linia kolejowa łącząca Zubki Białostockie z Grzybowcami. Została otwarta w 1950 r., a jej długość wynosi 2,9 km.